# Sascha Mölders
Sascha Mölders est un footballeur allemand né le 20 mars 1985 à Essen. Il évolue au poste d'attaquant au 1860 Munich.

## Palmarès
Vierge